# Stanisław Jasieński
Stanisław Maksymilian Jasieński (ur. 12 listopada 1850 w Sokołowie, zm. 26 listopada 1929 w Warszawie) – polski aktor teatralny, śpiewak oraz dekorator.

## Życiorys
Był synem dzierżawcy wsi Stanisława Jasieńskiego i Tekli z Modzelińskich. Po ukończeniu gimnazjum w Warszawie wstąpił do tamtejszej Szkoły Sztuk Pięknych, gdzie uczył się malarstwa scenicznego pod kierunkiem Fryderyka Papego. Jako aktor debiutował w 1868 roku w Kielcach w zespole Aleksandra Carmantranda, w którym grał do 1869 roku. W kolejnych latach występował w zespołach: Anastazego Trapszo (1872–1873, m.in. w Radomiu, Lublinie i Kaliszu), Pawła Ratajewicza (1874, Piotrków Trybunalski) oraz Józefa Teksla (1874–1875, Warszawa i Łódź). W sezonie 1875/1876 występował we Lwowie, natomiast w 1876 roku debiutował na scenach Warszawskich Teatrów Rządowych, gdzie jednak nie otrzymał stałego angażu aktorskiego. Następnie grał w Lublinie (1876–1877), Warszawie (1877) oraz Krakowie (1877–1899), gdzie najprawdopodobniej zakończył karierę aktorską (wg niektórych źródeł występował jeszcze w sezonie 1879/1880) w Lublinie). Oprócz gry scenicznej śpiewał także w operach i operetkach.
W 1920 roku zagrał swoją jedyna rolę filmową – postać chłopa Wojciecha Siekiery w obrazie pt. Dla ciebie, Polsko (reż. Antoni Bednarczyk).
Podczas pobytu w Krakowie – od 1878 roku – poświęcił się pracy dekoratora teatralnego (dekoracje malował już wcześniej, podczas występów w teatrach prowincjonalnych). Kontynuował studia malarskie u Jana Matejki, za namową którego wyjechał na studia do Paryża (gdzie kształcił się pod kierunkiem Jean-Baptiste’a Lavastre’a) oraz do Monachium, Berlina i Wiednia. Do Polski Jasieński powrócił w 1883 roku i otrzymał stanowisko głównego mechanika Warszawskich Teatrów Rządowych, na którym pracował do 1897 roku, m.in. kierując modernizacją urządzeń scenicznych teatru. Lata 1897–1908 spędził we Lwowie, gdzie został zaangażowany do tworzenia dekoracji dla budującego się teatru, dla którego wykonał ok. 25 000 m² dekoracji. Po jego otwarciu objął stanowisko inspektora teatru. W tym okresie malował również dekoracje dla teatrów krakowskich.
Od początku 1909 roku został ponownie zaangażowany do WTR na stanowisko inspektora technicznego. W gmachu Teatru Wielkiego otworzył pracownię dekoratorską, tworzącą na potrzeby dramatu oraz opery. W grudniu 1922 roku obchodził jubileusz 40-lecia pracy artystycznej. Wkrótce potem odszedł na emeryturę. Był członkiem zasłużonym ZASP.
Jako dekorator był twórcą mało oryginalnym, tworząc dekoracje typowe, możliwe do wykorzystania w wielu sztukach. Opierał się najczęściej na wzorcach wytyczonych przez malarzy zagranicznych (przede wszystkim wiedeńskich oraz paryskich). Był natomiast bardzo ceniony jako mechanik teatralny - Jan Lorentowicz w 1924 nazwał go „najlepszym do dnia dzisiejszego znawcą technicznej strony urządzeń teatralnych”.
Do uczniów Jasieńskiego należeli m.in. Jan Spitziar, Zygmunt Balk, Wincenty Drabik, Józef Galewski i Stanisław Śliwiński.